# Лори-гуа Мусшенброка
Лори-гуа Мусшенброка (лат. Neopsittacus musschenbroekii) — птица отряда попугаеобразных. Видовой эпитет дан в честь голландского физика Питера ван Мушенбрука (1692—1761).

## Описание
Оперение верхней части тела буро-зелёное, нижняя часть тела светлее, голова и затылок коричневого, а щёки светло-зелёного окраса. На лбу, щеках и затылке имеются жёлтые полосы. Радужины красные. На груди имеется клиновидное красное пятно. Подхвостье оранжево-жёлтое с красным рисунком. Широкий, сильный клюв жёлтого цвета. Ноги серые с тёмными когтями. Половой диморфизм отсутствует.

## Распространение
Вид обитает в горах Новой Гвинеи. Там он населяет горные леса на высоте от 1000 до 2800 м над уровнем моря. Вид можно часто наблюдать в обществе других лориевых. В высокогорных лесах это чаще всего новогвинейский лори-гуа Хартерта (Neopsittacus pullicauda).

## Образ жизни
Лори-гуа Мусшенброка быстро летает, но может и очень хорошо передвигаться по веткам с помощью своего клюва. Часто во время полета птица издаёт пронзительный крик. Он питается не только нектаром и пыльцой, но и более жёсткими семенами и плодами. Сильный клюв позволяет ему наряду с насекомыми или их личинками поедать также почки и цветки, особенно казуарин и шеффлер.

## Размножение
Вероятно, начинающийся в июне период гнездования продолжается примерно 25 дней. Появившиеся из 2 яиц птенцы остаются около 8 недель в гнезде. Молодые птицы окрашены бледнее и имеют большие зелёные области на красном жилете. Сперва их радужины и клюв тёмные. 

## Подвиды
Как минимум один подвид отличается от номинативной формы. Он был описан в 1924 г. Оскаром Нойманном как Neopsittacus musschenbroekii major. Он крупнее (длина 21 см, крылья 12 см, хвост 9,5 см), окрашен бледнее и отличается более тонкими, но яркими зеленовато-жёлтыми полосами. Он обитает в юго-восточных горах Новой Гвинеи, а также от полуострова Хьюон до южного Папуа. Его образ жизни соответствует образу жизни номинативной формы, однако он предпочитает более высокие местоположения. Следующий подвид Neopsittacus musschenbroekii medius Stresemann, 1936 признаётся не всеми авторами. Он обитает в снежных горах Новой Гвинеи внешне похож на обе описанные формы. Полосы на щеках скорее жёлтые.